# Thure Wickström
Carl Adolf Johan Thure Wickström, född den 27 juli 1854 i Växjö, död den 8 september 1914 i Vaxholm, var en svensk militär.
Wickström blev underlöjtnant vid Jönköpings regemente 1874 och löjtnant där 1879. Han var kompaniofficer vid Krigsskolan 1883–1886. Wickström blev kapten vid Generalstaben 1887 och i Västerbottens regemente 1893. Han var stabschef vid 6:e arméfördelningen 1891–1892 och vid 3:e arméfördelningen 1894–1898. Wickström befordrades till major vid Generalstaben 1894 och till överstelöjtnant i armén 1897. Han övergick som sådan till Västmanlands regemente 1898 och till Norrbottens regemente 1900. Wickström blev överste och chef för Vaxholms grenadjärregemente 1901. Han åtnjöt tjänstledighet från 1913 till sin död. Wickström blev riddare av Svärdsorden 1895, kommendör av andra klassen av samma orden 1903 och kommendör av första klassen 1907.